# Wereldkampioenschappen wielrennen 1948
De wereldkampioenschappen wielrennen 1948 werden op 21 en 22 augustus 1948 gehouden in Valkenburg, Nederland.
Er mochten voor het eerst zes renners per land deelnemen bij de beroepsrenners. De Cauberg moest iedere ronde beklommen worden. Briek Schotte werd na 266,8 kilometer fietsen (27 ronden) de winnaar bij de wegrit van de profs. Slechts tien van de 50 gestarte renners reden de wedstrijd uit.
Bij de amateurs (18 ronden) won op zaterdag de 31-jarige Zweed Harry Snell. Wim van Est werd vierde.

## Uitslagen

### Mannen elite[2]
| pos.   | renner           | land        | tijd     |
| ------ | ---------------- | ----------- | -------- |
| Goud   | Briek Schotte    | België      | 7u30'42" |
| Zilver | Apo Lazarides    | Frankrijk   | +1"      |
| Brons  | Lucien Teisseire | Frankrijk   | +3'41"   |
| 4      | Luciano Maggini  | Italië      | +6'33"   |
| 5      | Marcel Dupont    | België      | +6'59"   |
| 6      | Mario Ricci      | Italië      | +7'43"   |
| 7      | Ferdi Kübler     | Zwitserland | +9'53"   |
| 8      | Vito Ortelli     | Italië      | +13'00"  |
| 9      | Raymond Impanis  | België      | z.t.     |
| 10     | Huub Sijen       | Nederland   | +14'24"  |

### Mannen amateurs
| pos.   | renner       | land   | tijd     |
| ------ | ------------ | ------ | -------- |
| Goud   | Harry Snell  | Zweden | 5u16'22" |
| Zilver | Liévin Lerno | België | +1'48"   |
| Brons  | Olle Wanlund | Zweden | z.t.     |

1921 · 
1922 · 
1923 · 
1924 · 
1925 · 
1926 · 
1927 · 
1928 · 
1929 · 
1930 · 
1931 · 
1932 · 
1933 · 
1934 · 
1935 · 
1936 · 
1937 · 
1938 · 
1946 · 
1947 · 
1948 · 
1949 · 
1950 · 
1951 · 
1952 · 
1953 · 
1954 · 
1955 · 
1956 · 
1957 · 
1958 · 
1959 · 
1960 · 
1961 · 
1962 · 
1963 · 
1964 · 
1965 · 
1966 · 
1967 · 
1968 · 
1969 · 
1970 · 
1971 · 
1972 · 
1973 · 
1974 · 
1975 · 
1976 · 
1977 · 
1978 · 
1979 · 
1980 · 
1981 · 
1982 · 
1983 · 
1984 · 
1985 · 
1986 · 
1987 · 
1988 · 
1989 · 
1990 · 
1991 · 
1992 · 
1993 · 
1994 · 
1995 · 
1996 · 
1997 · 
1998 · 
1999 · 
2000 · 
2001 · 
2002 · 
2003 · 
2004 · 
2005 · 
2006 · 
2007 · 
2008 · 
2009 ·
2010 · 
2011 · 
2012 · 
2013 · 
2014 · 
2015 · 
2016 · 
2017 · 
2018 · 
2019 · 
2020 ·
2021 ·
2022 ·
2023 ·
2024 ·
2025 ·
2026